# Отче наш

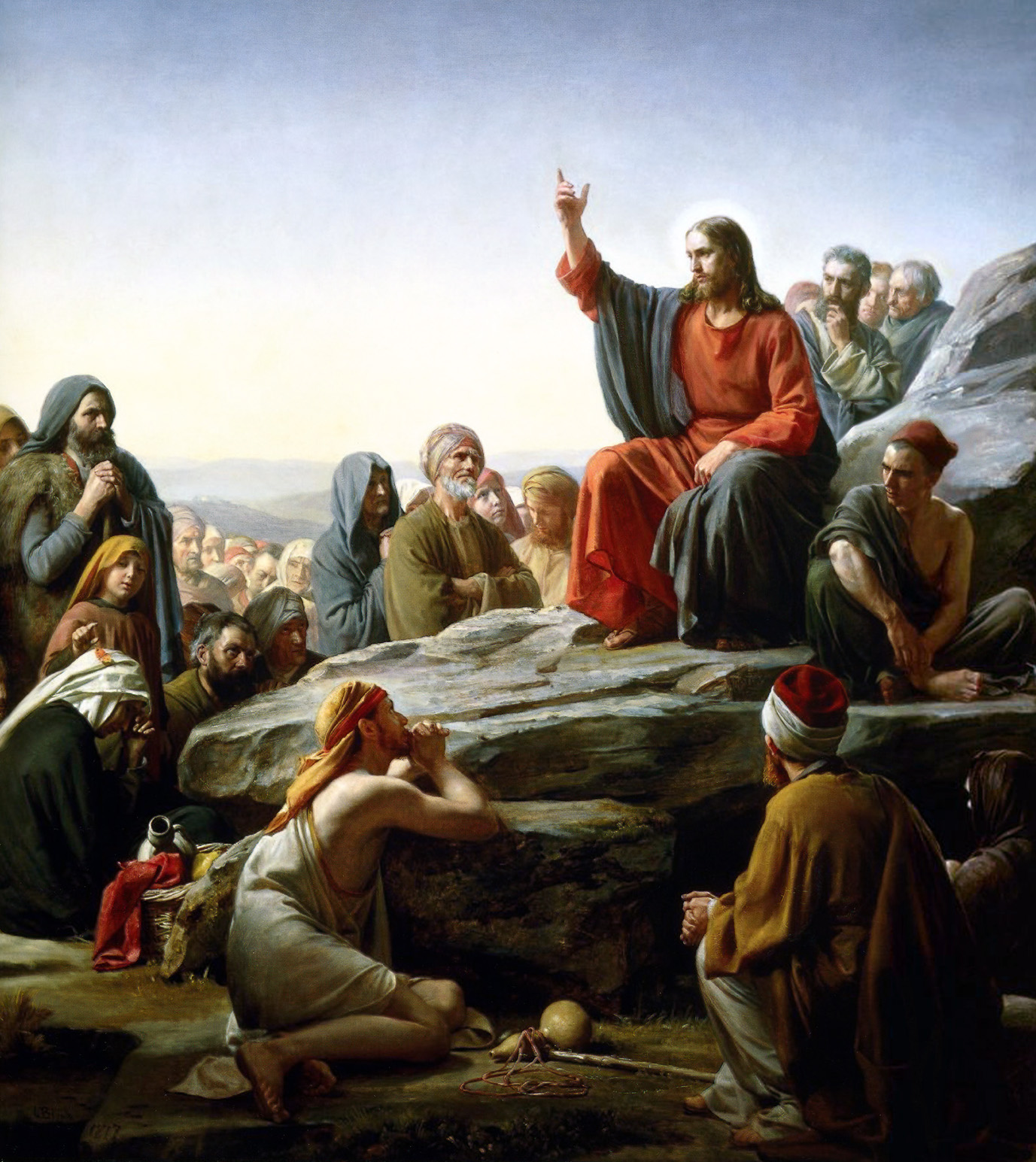
Нагірна проповідь Ісуса Христа (Карл Блох)

О́тче на́ш (також відома як Господня молитва; арам. ܐܒܘܢ ܕܒܫܡܝܐ, грец. Πάτερ ημών, Κυριακή προσευχή, лат. Pater Noster; староцерк.-слов. оч҃е нашь; церкслов. Ѻ҆ч҃е на́шъ) — головна молитва у християнстві, надана Ісусом Христом, і представлена у двох Євангеліях — від Мт. 6:7–15, у нагірній проповіді, та від Лк. 11:1, як відповідь на запит учнів.

## Короткі відомості
Молитва «Отче наш» була надана Ісусом Христом своїм учням і Церкві. Апостол Лука переповідає, що одного разу Ісус молився в якомусь місці, і, як закінчив, сказав до Нього один із Його учнів: «Господи, навчи нас молитись, як і Іван навчав своїх учнів» (Лк. 11:1). На противагу цьому апостол Матвій наводить «Отче наш» в контексті Нагірної проповіді. У Євангелії від Луки молитва записана у вигляді короткого тексту з п'яти прохань (Лк. 11:2–4). Євангеліє від Матвія має більш розгорнуту версію з семи прохань (Мт. 6:9–13). У Луки відсутні третє і сьоме прохання. Літургійна традиція Церкви зберігає текст Матвія.
Дуже швидко літургійне вживання «Отче наш» доповнилося кінцевим славослів'ям (доксологією). У Дідахе (8, 2) воно звучить як «Бо Тобі належить сила і слава повік». У Апостольських постановах додають на початку слово «царство» (Апостольські постанови 7, 24, 1.). Ця формула зберігається до сьогодні у всесвітній молитовній практиці. Візантійська традиція додає після слова «слава» — «Отцю, і Сину, і Святому Духу». Римський міссал розвинув останнє прохання (Римський міссал, Обряд Причастя (Емболізм) у виразну перспективу «чекання блаженної надії» (Тит. 2,13) і приходу Спасителя Ісуса Христа. Потім іде виголос зібрання або повторення славослів'я Апостольських Постанов.
Є свідчення існування цієї молитви вже наприкінці I століття по Р. Х. Можливо, згідно зі старозавітною традицією, одна людина промовляла текст молитви, а громада відповідала словом «амінь» і розгорнутою доксологією. Принаймні, відхилення в тексті дозволяють зробити висновок про те, що молитва «Отче наш» задумана і дана не як усталена літургійна формула, а як душерятувальна вправа в молитві.
«Отче наш» можна назвати молитвою Ісуса про Царство Боже. Від усієї молитви випромінюється очікування нового світу, в якому царює тільки Бог, а влада зла переможена. Молитва стає зрозумілою, якщо весь її зміст тлумачити в дусі Царства Божого, що наближається. За формою вона схожа з традиційними юдейськими молитвами, їй властива християнська самобутність. «Отче наш» — це підсумок Нагірної проповіді і заповідей блаженства, виражені у формі молитви.
Найкоротший варіант молитви «Отче наш» знаходиться в найдавніших рукописах у Папірусі 75 (поч. III ст.), Ватиканському кодексі (IV ст.) Євангелія від Луки, та Синайському палімпсесті (IV ст.) Євангелія від Луки.

## Текст

### У Євангелії

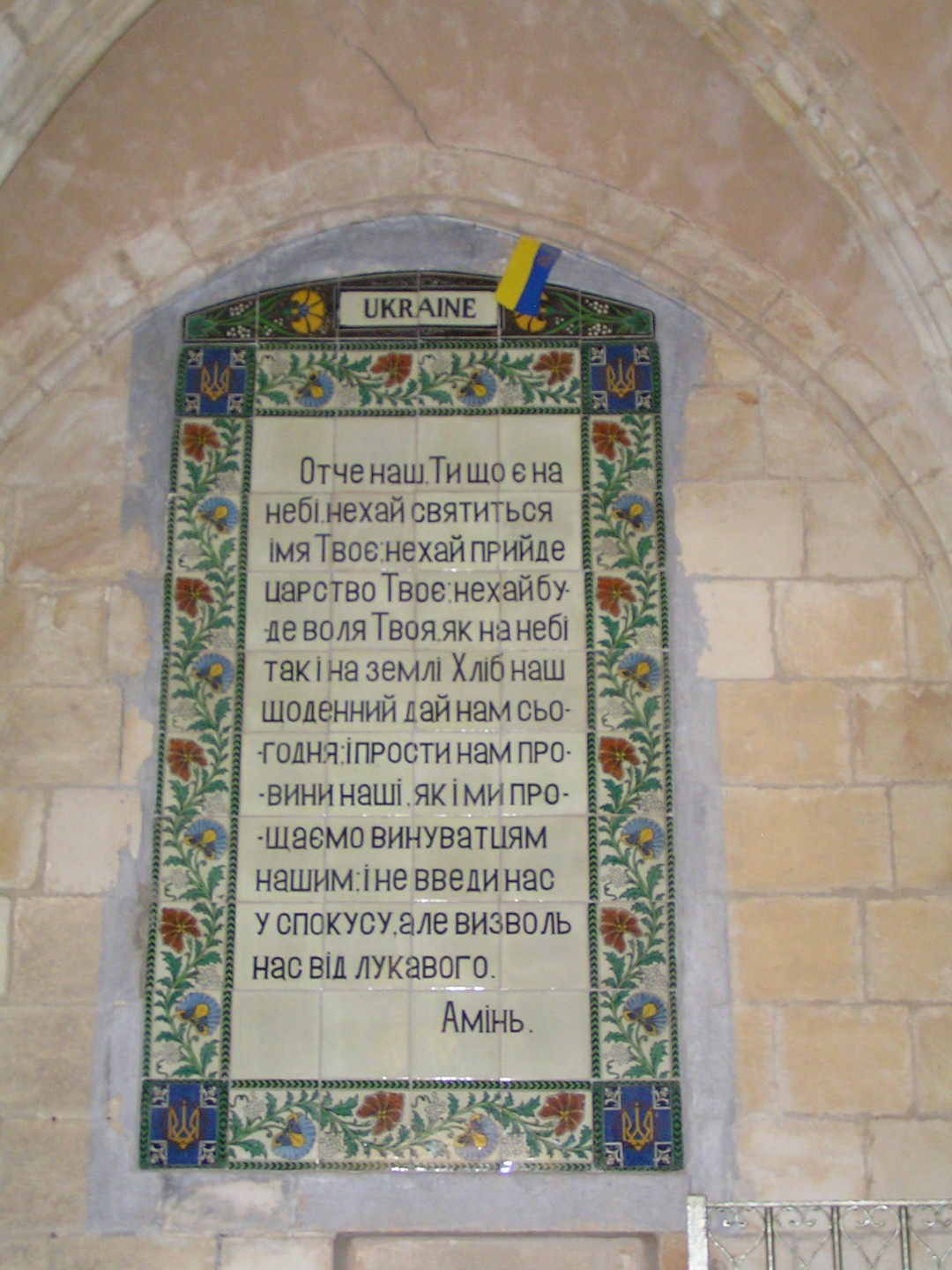
«Отче наш» українською мовою у єрусалимській церкві «Отче наш»

|  | 2 Він же промовив до них: Коли молитеся, говоріть: Отче наш, що єси на небесах! Нехай святиться Ім'я Твоє, нехай прийде Царство Твоє, нехай буде воля Твоя, як на небі, так і на землі. 3 Хліба нашого насущного дай нам на кожний день. 4 І прости нам наші гріхи, бо й самі ми прощаємо кожному боржникові нашому. І не введи нас у випробовування, але визволи нас від лукавого! |

|  | 9 Ви ж моліться отак: Отче наш, що єси на небесах! Нехай святиться Ім'я Твоє, 10 нехай прийде Царство Твоє, нехай буде воля Твоя, як на небі, так і на землі. 11 Хліба нашого насущного дай нам сьогодні. 12 І прости нам борги наші, як і ми прощаємо винуватцям нашим. 13 І не введи нас у випробовування, але визволи нас від лукавого. Бо Твоє є царство, і сила, і слава навіки. Амінь. |

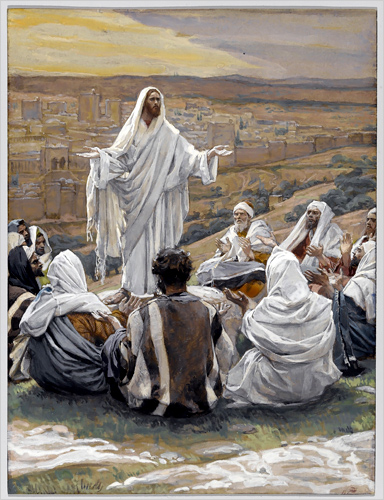
Молитва Господня (1886–1896) Жак-Жозеф Тіссо із серії «Життя Христа»

### Грецькою (койне)
| В Евангелії від Матфея | В Евангелії від Луки |
| --- | --- |
| Πάτερ ἡμῶν ὁ ἐν τοῖς οὐρανοῖς ἁγιασθήτω τὸ ὄνομά σου ἐλθέτω ἡ βασιλεία σου γενηθήτω τὸ θέλημά σου ὡς ἐν οὐρανῷ καὶ ἐπὶ γῆς τὸν ἄρτον ἡμῶν τὸν ἐπιούσιον δὸς ἡμῖν σήμερον καὶ ἄφες ἡμῖν τὰ ὀφειλήματα ἡμῶν ὡς καὶ ἡμεῖς ἀφήκαμεν τοῖς ὀφειλέταις ἡμῶν καὶ μὴ εἰσενέγκῃς ἡμᾶς εἰς πειρασμόν ἀλλὰ ῥῦσαι ἡμᾶς ἀπὸ τοῦ πονηροῦ | Πάτερ ἁγιασθήτω τὸ ὄνομά σου ἐλθέτω ἡ βασιλεία σου . τὸν ἄρτον ἡμῶν τὸν ἐπιούσιον δίδου ἡμῖν τὸ καθ᾿ ἡμέραν καὶ ἄφες ἡμῖν τὰς ἁμαρτίας ἡμῶν καὶ γὰρ αὐτοὶ ἀφίομεν παντὶ ὀφείλοντι ἡμῖν καὶ μὴ εἰσενέγκῃς ἡμᾶς εἰς πειρασμόν . |

У цій таблиці:
червоний шрифт — це слова молитви «Отче наш», які є в тексті Євангелія від Матвія, але немає в тексті молитви в Євангелії від Луки. 

зелений шрифт — це ті слова, які відрізняються у молитві Отче наш в Євангелії від Матвія від слів у молитві Отче наш Євангелія від Луки.

## Пояснення
Що єси на небесах — Який перебуває на небесах;
дай нам сьогодні — у теперішній день;
прости нам провини — гріхи;
винуватцям нашим — люди, які вчинили зле проти нас, образили нас;
не введи нас у спокусу — не допустити, щоб ми знову вчинили гріх.
Вона поділяється на: прикликання, сім прохань і славослів'я.
Прикликання: Отче наш, що єси на небесах! Цими словами віруючі, звертаються до Бога і називаючи його Отцем Небесним просять вислухати їхні прохання.
1. Прохання 1-е: «хай святиться ім'я Твоє», тобто допоможи жити праведно, свято і своїми святими справами прославляти ім'я Твоє;
2. прохання 2-е: «хай прийде Царство Твоє», тобто удостой і тут, на землі, Царства Твого Небесного.
3. прохання 3-є: «хай буде воля Твоя, як на небі, так і на землі», тобто хай буде все не так, як хочеться, а як вгодно Богу, і допоможи підкоритися Твоїй волі і виконувати її на землі так само беззастережно, без ремствування, як її виконують, з любов'ю та радістю, святі ангели на небі. Тому що тільки Тобі відомо, що людям корисно і потрібно, і Ти більше бажаєш нам добра, ніж ми самі;
4. прохання 4-е: «хліб наш насущний дай нам сьогодні», тобто подай на цей день, на сьогодні, хліб насущний. Під хлібом тут слід розуміти усе необхідне для життя християн на землі: їжу, одяг, житло, та як вірять християни — пречисте тіло і чесну кров у Таїнстві святого причастя, без якого нема спасіння, нема вічного життя. Християни вірять, що Господь заповідав їм просити собі не багатства, не розкошів, а тільки найнеобхіднішого, і в усьому надіятися на Бога, пам'ятаючи, що Він, як Отець, завжди піклується і турбується про них;
5. прохання 5-е: «і прости нам провини наші, як і ми прощаємо винуватцям нашим», Це прохання у християн означає, щоб Бог простив нам провини наші так як і самі ми прощаємо тих, які нас образили чи скривдили. У цьому проханні гріхи названі «провинами нашими», тому що християни знають, що Господь дав їм сили, здібності і все інше для того, щоб творити добро, а вони часто все це обертають на гріх і зло, і стають «винуватцями» перед Богом. Тому, якщо вони не будуть щиро прощати своїх «винуватців», тобто людей, що мають гріхи щодо них, то й Бог їх не простить. Про це сказав Ісус Христос; Сирійський літургійний текст додає «і наші гріхи» до деяких віршів у Матвія 6:12 та Луки 11:4.
6. прохання 6-е: «і не введи нас у спокусу», християни тлумачать це так, бо в них спокусою називається такий стан, коли людину щось чи хтось тягне на гріх, спокушає зробити щось беззаконне і погане. Ось тому вони просять — не допустити їх до спокуси, яку вони перемогти не вміють; допомогти їм подолати спокуси, коли вони бувають;
7. прохання 7-е: «але визволи нас від лукавого», тобто визволи від усякого зла в цьому світі і від винуватця зла, від диявола (злого духа), який завжди ладен погубити християн. Визволи їх від цієї хитрої лукавої сили та її обманів, яка перед Тобою є ніщо.

У православній традиції додають в кінці молитви «Бо Твоє є Царство, і сила, і слава, Отця, і Сина, і Святого Духа, нині, і повсякчас, і на віки віків. Амінь.» в християн означає: Тобі, Богу нашому, Отцю, і Сину, і Святому Духу, належить Царство, і сила, і вічна слава. Все це істинно.
Дідахе (вчення Господа народам через 12 апостолів) (~1 ст.) містить доксологію: «Твоя бо сила і слава навіки».
У всіх древніх рукописах Євангелія від Матвія заключна доксологія «Бо Твоє є царство, і сила, і слава навіки. Амінь.» у молитві Отче наш відсутня. Ця фраза як у молитві Отче наш, так і в Євангелії від Матвія є пізнішим додаванням. Ця доксологія є частиної літургії Православної церкви (яка стала також частиною протестантської літургії в епоху Реформації). Лише на Другому ватиканському соборі (1962–1965) її було дозволено додавати до меси Католицької церкви, заради екуменізму. Доксологія була витлумачена як пов'язана з останнім проханням: «Визволи нас від лукавого». Царство, сила і слава належать Отцеві, а не нашому противнику, який підкоряється тому, кому Христос передасть царство після того, як Він знищить усе панування, владу та силу. Це означає, що молитва закінчується, а також починається з бачення Бога на небі, у величі Його імені та Царства та досконалості Його волі та наміру.

## Пояснення вОтців Церкви
Аврелій Августин дає наступний аналіз молитви Господньої, яка розкриває слова Ісуса перед нею в Євангелії від Матвія: «Отець ваш знає, чого ви потребуєте, перш ніж ви просите в Нього. Тож моліться так» (Мт. 6:8–9)
Нам потрібно використовувати слова (коли ми молимося), щоб ми могли нагадувати собі про те, що потрібно ретельно обдумати, про що ми просимо, а не для того, щоб ми могли думати, що можемо навчити Господа чи перемогти Його. Коли ми кажемо: «Нехай святиться ім'я Твоє», ми нагадуємо собі про бажання, щоб Його ім'я, яке насправді завжди є святим, також вважалося святим серед людей. ...Але це допомога для людей, а не для Бога. ...А що до нашого слова: «Нехай прийде Царство Твоє», то воно неодмінно прийде, хочемо ми того чи ні. Але ми розпалюємо свої бажання царства, щоб воно прийшло до нас і ми могли заслужити там царювати. ...Коли ми говоримо: «Визволи нас від лукавого», ми нагадуємо собі задуматися про те, що ми ще не насолоджуємося станом блаженства, в якому не будемо терпіти зла. ...Це дуже доречно було доручити нам запам'ятати всі ці істини саме цими словами. Якими б не були інші слова, які ми віддаємо перевагу (слова, які той, хто молиться, вибирає, щоб його настрій став для нього більш зрозумілим, або які він просто приймає, щоб його настрій посилився), ми не говоримо нічого, що не міститься в Господньому. Молитва, за умови, звичайно, що ми молимося правильно і належним чином.

## Порівняння з іншими молитовними традиціями
У книзі «The Comprehensive New Testament» Т. Е. і Дж. Клонць, вказується на подібність Господньої молитви до подібних текстів із Дхаммапада, Епосу про Гільгамеша, Золоті вірші та Єгипетської книги мертвих, зокрема згадуються паралелі в 1 Хронік 29:10–18. 
Рабин Арон Мендес Чумасейро каже, що майже всі елементи молитви мають відповідники в єврейській Біблії та второканонічних книгах:
- перша частина в Книзі Ісаї («Поглянь із неба й подивися зі свого святого й прекрасного житла... бо ти наш Отець»)[18] і Книзі Єзекіїля 36:23 («Я виправдаю святість мого великого імені...»)[19] і 38:23 («Я покажу Свою велич і Свою святість і відкрий себе в очах багатьох народів...»)[20]
- друга частина в Овдія 1:21 («Спасителі піднімуться на гору Сіон, щоб керувати горою Ісава, і царство буде Господнє») [21] і Першій книзі Самуїла 38:18 («...Це Господь. Нехай робить те, що Йому здається добрим»),[22]
- третя частина в Приповістях 30:8  («... нагодуй мене моїм хлібом...»)[23]
- і четверта частина в Книзі Сираха 28:2 («Прости ближньому своєму те, що він зробив, і тоді твої гріхи будуть прощені, коли будеш молитися»)[24]
- «Визволи нас від лукавого» можна порівняти з Псалмом 119:133 («...нехай не панує надо мною беззаконня»)[25][26].

На думку Чумасейро, ідея про те, що Бог вводить людину у спокусу, суперечить праведності та любові Бога, відтак «Не введи нас у спокусу» не має відповідників у Старому Заповіті. Однак слово «πειρασμός», яке перекладається як «спокуса», також можна перекласти як «випробування», тобі як у Старому Заповіті оповідається про випробування Авраама та Йова.
У Остромировому євангелії 1057, наприклад, записано як «...ъ иꙁбави нꙑ отъ неприꙗꙁни...».

## В культурі
- Пасажирський ліфт Патерностер має назву, що походить від «Отче наш» латинською мовою. Система роботи схожа за принципом на перебирання чоток ченцями, коли вони читають молитви.[28]
- Микола Хвильовий в етюді «Юрко» переосмислив молитву на модерний лад: «Отче наш, електричної системи віку, да буде твоя непохитна воля там — на землі, як тут — в заводі.»[29]

### Отче наш у музиці
Різні композитори написали музику на текст «Отче наш» як для літургійного, так і концертного виконання. Серед них:
- IX–X ст.: григоріанський хорал
- 1565: Роберт Стоун — Господня молитва[30]
- 1573: Орландо ді Лассо — Pater Noster a4
- 1592: Джон Фармер — Господня молитва
- 1625: Генріх Шютц — Pater Noster [31]
- 177?: Максим Березовський — Отче наш (частина Літургії)[32]
- 180?: Артемій Ведель — «Отче наш» (з Літугрії Івана Златоустого)[33], та окремий піснеспів[34][35]
- 1854: Йозеф Рейнбергер – Vater Unser
- 1878: Петро Ілліч Чайковський — Отче наш (з Літугрії св. Іоанна Златоуста, ор. 41)
- 1883: Микола Римський-Корсаков — Отче наш
- 1906: Леош Яначек — Otče náš
- 1910: Сергій Рахманінов — Отче наш (з Літугрії Іоанна Златоуста, op. 31)
- 1910/21: Кирило Стеценко — Отче наш (з Літугрії)[36][37]
- 1919: Еміль фон Резнікек — «Vater Unser im Himmel» (Хорова фантазія зі змішаним хором і органом) [38]
- 1919: Микола Леонтович — Отче наш (з Літугрії св. Івана Златоустого)[39]
- 1926: Ігор Стравінський — Отче наш (церковнослов'янська), обр. Pater Noster (лат., прибл. 1949 ) [40]
- 1995: Валентин Сильвестров — Отче наш (І частина Диптиху)[41][42]
- 1999: Євген Станкович — Отче наш (з Літугрії св. Івана Златоустого)[43][44]
- 2002: Вікторія Польова — Отче наш[45]
- 2003: Ірина Алексійчук — «Молитва Господня»[46]
- 2004: Віктор Степурко — Отче наш («з Літугрії Сповідницької»)[47]
- 2011: Віктор Степурко — Отче наш (з Літугрії св. Івана Златоустого)[47]
- 2017: Мирослав Волинський — Отче наш[48]
- 2018: Руслана Лижичко — Отче наш
- 2018: Ганна Гаврилець — Отче наш[49]
- 2021: Богдана Фроляк — Отче наш[50][51]